# Kent Bazemore
Kenneth Lamont "Kent" Bazemore, Jr. (Kelford, Carolina del Norte, 1 de julio de 1989) es un jugador de baloncesto estadounidense que pertenece a la plantilla de los Greensboro Swarm de la G League. Con 1,93 metros de altura, juega en la posición de escolta.

## Trayectoria deportiva

### Universidad
Jugó durante cuatro temporadas con los Monarchs de la Universidad de Old Dominion, en las que promedió 10,8 puntos, 4,6 rebotes y 2,7 asistencias por partido. Fue elegido en sus dos últimas temporadas jugador defensivo del año de la Colonial Athletic Association, incluido en el segundo mejor quinteto en 2011 y en el mejor en 2012. Es en la actualidad el jugador que más balones ha robado en la historia de la conferencia, con 250.

#### Estadísticas
| Año     | Equipo       | PJ  | PT  | MPP  | %TC  | %3P  | %TL  | RPP | APP | ROB | TPP | PPP  |
| ------- | ------------ | --- | --- | ---- | ---- | ---- | ---- | --- | --- | --- | --- | ---- |
| 2008–09 | Old Dominion | 35  | 9   | 16.3 | .433 | .265 | .429 | 3.1 | 1.5 | .9  | .2  | 4.5  |
| 2009–10 | Old Dominion | 36  | 29  | 26.7 | .486 | .300 | .486 | 4.2 | 3.4 | 1.9 | .5  | 8.4  |
| 2010–11 | Old Dominion | 34  | 33  | 30.7 | .481 | .408 | .662 | 5.1 | 2.9 | 2.2 | .9  | 12.3 |
| 2011–12 | Old Dominion | 35  | 32  | 31.5 | .407 | .321 | .632 | 6.1 | 3.1 | 2.1 | .3  | 15.4 |
| Total   | Total        | 140 | 103 | 26.3 | .447 | .334 | .581 | 4.6 | 2.7 | 1.8 | .5  | 10.1 |

### Profesional
Tras no ser elegido en el Draft de la NBA de 2012, fichó por los Golden State Warriors en el mes de julio, con los que jugó 61 partidos en la temporada 2012-13, promediando 2,0 puntos. Fue asignado en varias ocasiones a los Santa Cruz Warriors de la NBA D-League a lo largo de la temporada, jugando cinco partidos en los que promedió 21,6 puntos, 7,6 rebotes y 4,4 robos de balón.
El 19 de febrero de 2014, Bazemore fue traspasado, junto con MarShon Brooks, a Los Angeles Lakers a cambio de Steve Blake.
El 23 de septiembre de 2014, firmó un contrato con los Atlanta Hawks.
Tran cinco temporadas en Atlanta, el 24 de junio de 2019, es traspasado a Portland Trail Blazers, a cambio de Evan Turner.
El 19 de enero de 2020, es traspasado a Sacramento Kings junto a Anthony Tolliver, a cambio de Trevor Ariza.
Después de unos meses en Sacramento, el 22 de noviembre de 2020, ficha por Golden State Warriors.
Tras un año en Golden State, el 3 de agosto de 2021, firma como agente libre con Los Angeles Lakers por un año.
El 7 de agosto de 2022 firma por una temporada por Sacramento Kings, pero es cortado el 13 de octubre.
El 28 de enero de 2024 fichó por los Greensboro Swarm de la G League.

## Estadísticas de su carrera en la NBA

### Temporada regular
| Año     | Equipo       | PJ  | PT  | MPP  | %TC  | %3P  | %TL  | RPP | APP | ROB | TPP | PPP  |
| ------- | ------------ | --- | --- | ---- | ---- | ---- | ---- | --- | --- | --- | --- | ---- |
| 2012-13 | Golden State | 61  | 0   | 4.4  | .371 | .294 | .614 | .4  | .4  | .3  | .1  | 2.0  |
| 2013-14 | Golden State | 44  | 0   | 6.1  | .371 | .256 | .528 | .9  | .5  | .3  | .1  | 2.3  |
| 2013-14 | L.A. Lakers  | 23  | 15  | 28.0 | .451 | .371 | .644 | 3.3 | 3.1 | 1.3 | .3  | 13.1 |
| 2014-15 | Atlanta      | 75  | 10  | 17.7 | .426 | .364 | .600 | 3.0 | 1.0 | .7  | .4  | 5.2  |
| 2015-16 | Atlanta      | 75  | 68  | 27.8 | .441 | .357 | .815 | 5.1 | 2.3 | 1.3 | .5  | 11.6 |
| 2016-17 | Atlanta      | 73  | 64  | 26.9 | .409 | .346 | .708 | 3.2 | 2.4 | 1.3 | .7  | 11.0 |
| 2017-18 | Atlanta      | 65  | 65  | 27.5 | .420 | .394 | .796 | 3.8 | 3.5 | 1.5 | .7  | 12.9 |
| 2018-19 | Atlanta      | 67  | 35  | 24.5 | .402 | .320 | .726 | 3.9 | 2.3 | 1.3 | .6  | 11.6 |
| 2019-20 | Portland     | 43  | 21  | 25.8 | .347 | .327 | .806 | 4.0 | 2.3 | 1.4 | .7  | 7.9  |
| 2019-20 | Sacramento   | 25  | 0   | 23.1 | .418 | .384 | .733 | 4.9 | 1.3 | 1.2 | .4  | 10.3 |
| 2020-21 | Golden State | 67  | 18  | 19.9 | .449 | .408 | .692 | 3.4 | 1.6 | 1.0 | .5  | 7.2  |
| 2021-22 | L.A. Lakers  | 39  | 14  | 14.0 | .324 | .363 | .765 | 1.8 | .9  | .6  | .2  | 3.4  |
| Total   | Total        | 657 | 310 | 20.6 | .413 | .356 | .724 | 3.2 | 1.8 | 1.0 | .5  | 8.2  |

### Playoffs
| Año   | Equipo       | PJ | PT | MPP  | %TC  | %3P  | %TL  | RPP | APP | ROB | TPP | PPP  |
| ----- | ------------ | -- | -- | ---- | ---- | ---- | ---- | --- | --- | --- | --- | ---- |
| 2013  | Golden State | 9  | 0  | 1.8  | .125 | .000 | .000 | .6  | .2  | .1  | .0  | .2   |
| 2015  | Atlanta      | 16 | 2  | 18.9 | .423 | .214 | .677 | 3.3 | .8  | .7  | .6  | 5.4  |
| 2016  | Atlanta      | 10 | 10 | 32.5 | .364 | .262 | .682 | 6.6 | 1.9 | 1.4 | .6  | 11.9 |
| 2017  | Atlanta      | 6  | 0  | 25.0 | .396 | .292 | .714 | 3.8 | 3.3 | .7  | .8  | 9.8  |
| Total | Total        | 41 | 12 | 19.4 | .379 | .254 | .648 | 3.6 | 1.3 | .8  | .5  | 6.5  |